# Франко-провансальська Вікіпедія
Франко-провансальська Вікіпедія або арпітанська Вікіпедія (арп. Vouiquipèdia en arpetan) — розділ Вікіпедії франко-провансальською мовою. Створена у 2006 році. Франко-провансальська Вікіпедія станом на 27 березня 2025 року містить 5800 статей, 17 969 зареєстрованих користувачів, 31 активного дописувача, 2 адміністраторів
. Загальна кількість сторінок в франко-провансальській Вікіпедії — 17 703, редагувань — 228 327, мультимедійні файли відсутні
. Глибина (рівень розвитку мовного розділу) франко-провансальської Вікіпедії середня і становить 54.3 пунктів
. 

## Історія
- Квітень 2006 — створена 100-та стаття[3].
- Травень 2006 — створена 1 000-на стаття[3].
- Травень 2008 — створена 2 000-на стаття[4].